# Veszettek (mozgalom)
A veszettek  (franciául:Enragés) a nagy francia forradalom idején a jakobinus sans-culotte-ok 1792-ben indult radikális mozgalma volt. Tagjai a (forradalmi) terror hívei voltak. A tulajdon korlátozásában is ők mentek a legmesszebbre. A társadalmi egyenlőség eszméjéből kiindulva a tömegek anyagi nyomorának megszüntetését követelték. E cél elérését a spekulánsok, üzérek üldözésével, a tőzsde bezárásával, a földek kisajátításával és egy kényszergazdaság bevezetésével kívánták elérni. Úgy vélték, hogy a nép gazdasági egyenlősége által legyőzhető a városi szegénység.
1794 tavaszán belső tisztogatás indult a jakobinus táboron belül, amelynek a veszettek vezetőit, Jean Roux-t és társait, kivégezték. 

## Történetük

### Jacques Roux
Roux 1793 májusában részt vett a sans-culotte-ok felkelésében. Radikalizmusa miatt azonban szembekerült Maximilien de Robespierre-rel, aki őt 1793. szeptember 5-én bujtogatás vádjával letartóztatta. 1794. február 10-én halálra ítélték Jacques Roux-t, aki börtönében öngyilkosságot követett el.
Jean-Paul Marat  egyik utolsó cselekedeteként  újságja hasábjain támadta meg  Jacques Roux 1793. július 4-én, ám mire Roux válasza kikerült a nyomdából, Marat már nem élt.

### Jacques Hébert
A jakobinusok 1793 júniusi hatalomátvétele után Hébert addig soha nem látott erővel látott neki annak a propagandának, amit a párizsi munkásréteg körében szervezett, és tudatos gazdaságpolitika mellett a terror fokozására szólította fel a jakobinus vezetésű Konventet.
Miután 1793 végére a  „veszettek” csoportja ténylegesen a jakobinusok radikális baloldalává vált (Marat nyomdokaiba lépve) és komoly erőt jelentett a sans-culotte-ok rokonszenve miatt, Robespierre, Saint-Just és Couthon  1794. március 14-én Hébert-et, valamint 17 társát letartóztatta.[Ekkor Robespierre  szövetkezett a mérsékeltekkel és vérpadra küldte a mozgalom tagjait. A vádlottakat a tárgyalás után, 1794. március 24-én kivétel nélkül kivégezték. 

### A jakobinus diktatúra bukása
Robespierre a saját hatalmának megszilárdítása érdekében 1794 áprilisban a veszetteket követően azokkal az ellenfeleivel is leszámolt, akik  valamiféle konszolidációt akartak (mint pl. Georges Jacques Danton és Camille Desmoulins). Ezzel azonban Robespierre is elszigetelődött azoktól a sans culotte-októl, akik addig hatalmának bázisát képezték. Nemsokára Robespierre és támogatóinak hatalma is megdőlt: a Konvent 1794. július 27-én (thermidor 9.) megbuktatta és hamarosan kivégeztette őket („thermidori fordulat”).